# Cul-de-llàntia
Un cul-de-llàntia és una vinyeta ornamental col·locada a l'acabament d'un capítol, com a motiu complementari d'un text.